# Så er det nu, IV: Skal - skal ikke
|  | Denne artikel er oprettet af botten Steenthbot ud fra en ekstern database. Den kan derfor have sproglige fejl eller mangler. Denne skabelon kan fjernes efter kontrol af indholdet. |

Så er det nu, IV: Skal - skal ikke er en dansk dokumentarfilm fra 1971 instrueret af Svend Aage Lorentz og efter manuskript af Jørgen Roos og Viggo Clausen.

## Handling
Virkningerne på længere sigt ved Danmarks optagelse i Fællesmarkedet.